# Slanská Huta
Slanská Huta – wieś (obec) na Słowacji położona w kraju koszyckim, w powiecie Koszyce-okolice. Pierwsze wzmianki o miejscowości pochodzą z roku 1772. 
Według danych z dnia 31 grudnia 2012, wieś zamieszkiwało 215 osób, w tym 116 kobiet i 99 mężczyzn.
W 2001 roku pod względem narodowości i przynależności etnicznej 99,16% mieszkańców stanowili Słowacy, a 0,42% Czesi.
Ze względu na wyznawaną religię struktura mieszkańców kształtowała się w 2001 roku następująco:
- Katolicy rzymscy – 94,96%
- Grekokatolicy – 0,84%
- Ewangelicy – 0,42%
- Nie podano – 2,1%